# Visoki Dečani
Visoki Dečani (srpski: Манастир Високи Дечани) je jedan od najvažnijih manastira srpske pravoslavne crkve koji se nalazi na Kosovu, 12 km južno od grada Peć. Samostan (manastir) je najveća srednjovjekovna srpska crkva u kojoj se nalaze najbolje sačuvane freske u Jugoistočnoj Europi. 
Godine 2004., UNESCO je upisao manastir na popis mjesta svjetske baštine u Europi, navodeći njegove freske kao "najvrijednije primjere tzv. renesanse Palaeologa u bizantskom slikarstvu" i "vrijedne zabilješke života u 14. stoljeću".

## Povijest
Manastir je ustanovio kralj Stefan Uroš III. Dečanski 1327. godine, ali originalni dokument govori o godini 1330. kada je manastirska crkva posvećena Kristu Pantokratoru. Sljedeće godine kralj je preminuo i sahranjen je u manastiru, nakon čega je proglašen za sveca i njegove svete moći se nalaze u manastiru, koji je od tada postao njegovo svetište. Izgradnju je nastavio njegov sin car Stefan Uroš IV. Dušan do 1335. godine, no freske su završene tek 1350. godine.
Godine 2006., stavljen je na popis ugroženih mjesta svjetske baštine zbog mogućih napada Albanskih ekstremista i još uvijek ga čuvaju UN snage KFOR-a. 
Dne 30. ožujka 2007. eksplozija, koju su potvrdili i srpski i inozemni izvori na Kosovu, je odjeknula u blizini manastira. Biskup Teodozije, predstojnik manastira Visoki Dečani, izjavio je kako se radilo o ručnoj bombi koja je trebala biti prijeteća poruka manastiru, ali i snagama KFOR-a.

## Odlike
Crkva je izgrađena od mramornih blokova crveno-ljubičaste, svjetložute i plavo-ljubičaste boje, a izgradnju je nadgledao Fra. Vito iz Kotora. Crkva se odlikuje svojom veličinom, te raškim, romaničkim i gotičkim oblicima. 
Osim bogatih i dobro sačuvanih fresko-ciklusa u unutrašnjosti se nalazi i originalno kameno prijestolje igumana (templon) iz 14. stoljeća i izrezbareni drveni sarkofag kralja-osnivača, svetog Stefana.
- Bareljefima urešeni portal
- Nemanjići, freska
- Relikvija Pravog križa
- Freska Raspela u oltaru
- Oltarna trifora
- Ruka srpskog kralja Stjepana Dečanskog
- Grobovi u Dečanima